# Goniurosaurus orientalis
Espèce
Synonymes
- Eublepharis orientalis Maki, 1931
- Goniurosaurus kuroiwae orientalis (Maki, 1931)

Statut de conservation UICN

 EN B1ab(iii)+2ab(iii) : En danger
Goniurosaurus orientalis est une espèce de geckos de la famille des Eublepharidae.

## Répartition
Cette espèce est endémique de l'archipel Nansei au Japon. Elle se rencontre sur Kume-jima, Tonaki-shima, Tokashiki-jima, Aka-jima, Ie-jima et Iheya-jima.

## Publication originale
- Maki, 1931 : A new banded gecko, Eublepharis orientalis, Sp. Nov. from Riu Kyu. Annotaiones Zoologicae Japonenses, vol. 13, p. 9-11.

## Galerie

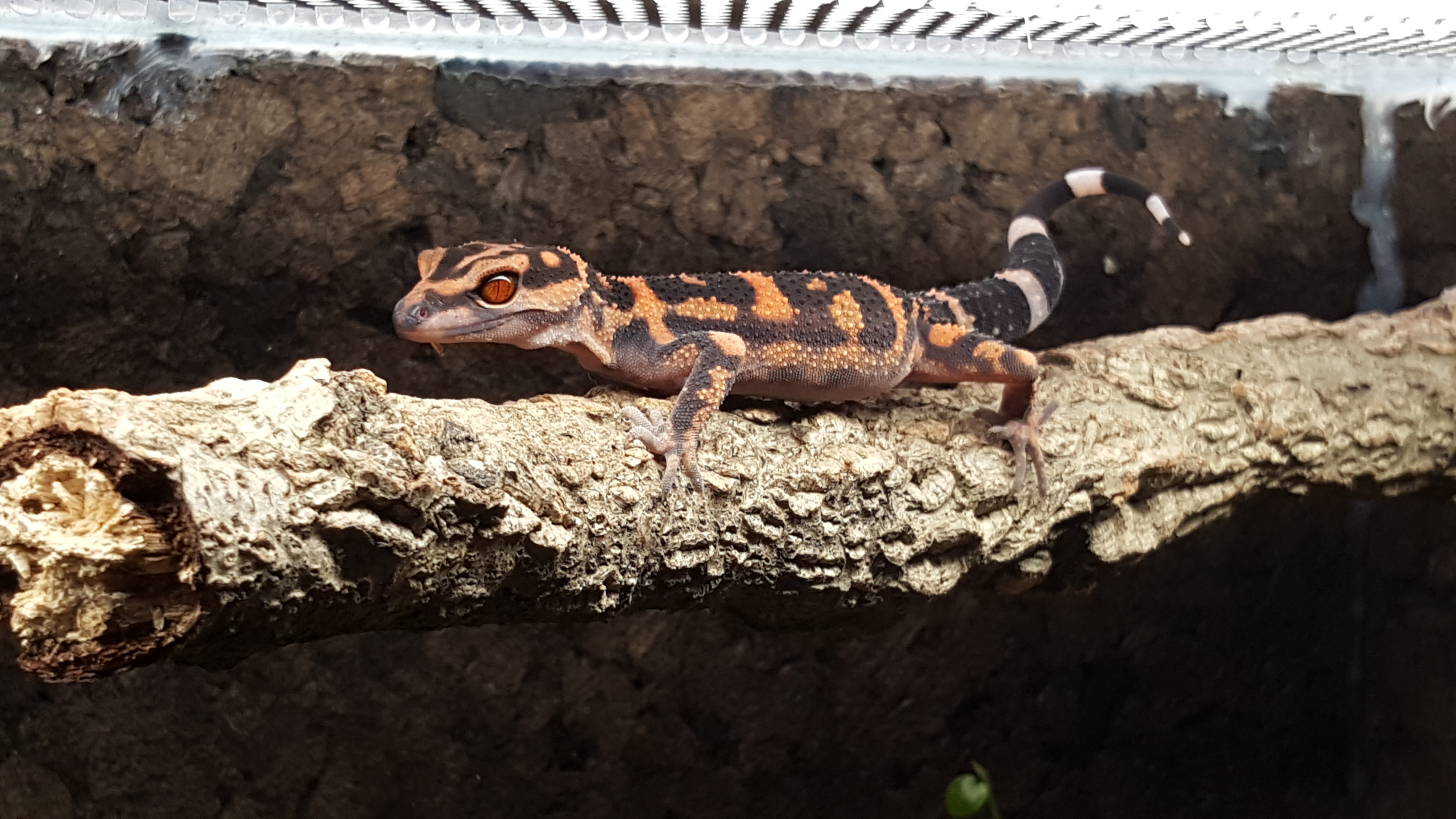
Goniorusaurus orientalis mâle en captivité
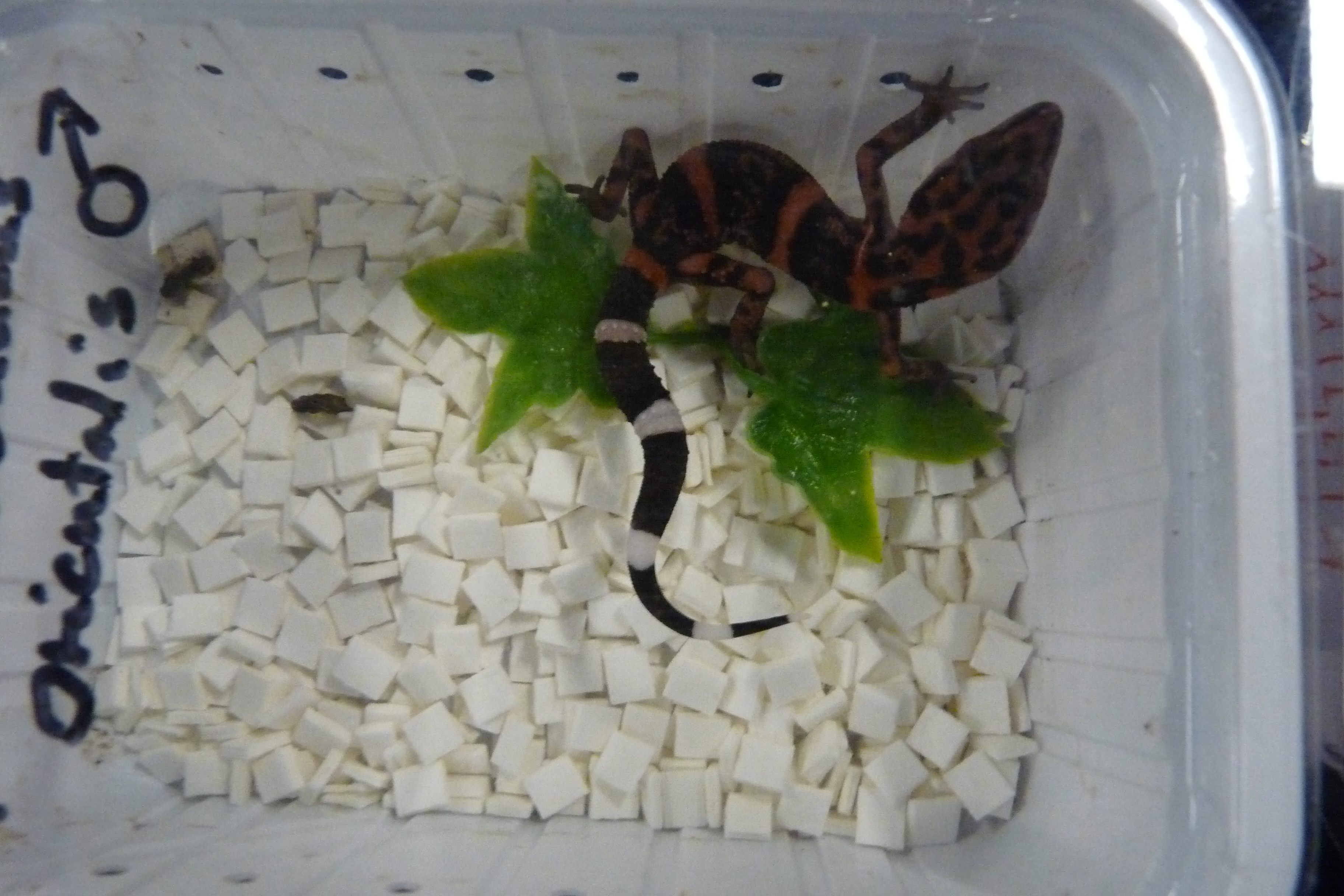
Goniurosaurus orientalis juvénile en captivité.